# チメディーン・サイハンビレグ
チメディーン・サイハンビレグ（チメド・サイハンビレグ、モンゴル語: Чимэдийн Сайханбилэг、ラテン文字転写の例：Chimediin Saikhanbileg、1969年2月17日 - ）は、モンゴル国の政治家。2014年11月21日から2016年7月7日までモンゴル国首相。民主党所属。

## 生い立ちと学歴
1969年2月17日、ドルノド県に生まれる。1995年モンゴル国立大学法学部を卒業する。モスクワ大学で学んだほか、2002年には、米国ジョージ・ワシントン大学ロースクールを修了し、法学修士の学位を取得している。大学修了後は、法律事務所に勤務する。また、サイハンビレグはベンチプレスで175キロを持ち上げることができた。

## 政治的経歴

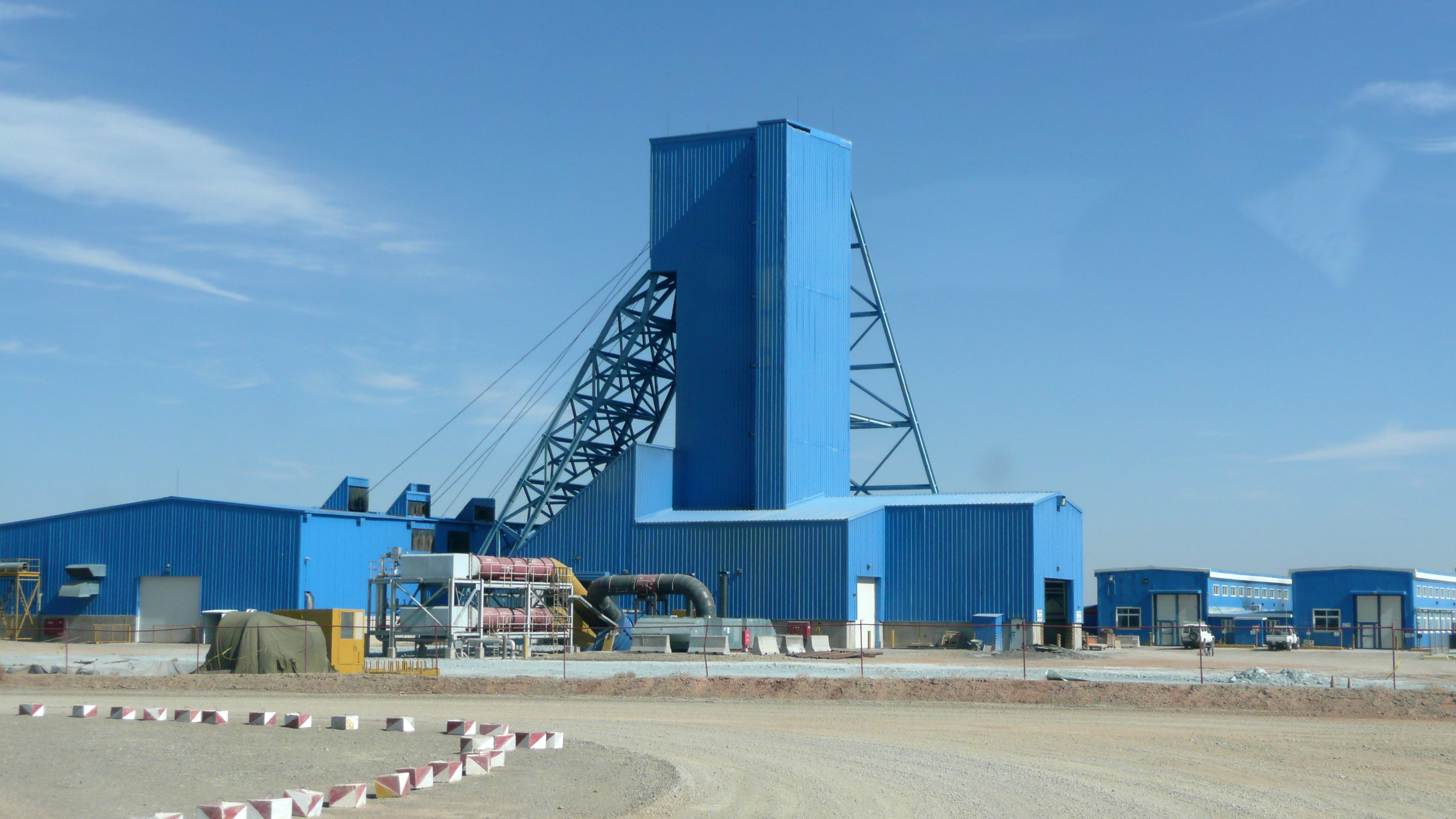
サイハンビレグ政権は、オユ・トルゴイ鉱山をめぐる英・オーストラリア系のリオ・ティント・グループとの交渉が政治課題となった。

1997年から2002年までモンゴル青年同盟に所属した。
2008年から2012年まで大フラルの民主党会派議員団長を務めた。